# 南魚沼市農業委員会
南魚沼市農業委員会（みなみうおぬましのうぎょういいんかい）とは、新潟県南魚沼市にある行政委員会である。

## 概要
- 南魚沼市農業委員会は、委員19名・農地利用最適化推進委員24名で市内の農業振興に向けた構造改革で「優良農地の確保・有効利用」と「担い手の確保・育成」等、行政委員会として新たな農地制度のもと、農地の権利移動等の許認可・農地パトロール・遊休農地解消への指導などの役割を果している。活動では認定農業者などへの農地の利用・面的集積・経営改善支援など担い手の育成・確保と地域農業振興のための調査・情報提供・農業者年金制度加入促進を行っている。
- 南魚沼市の農業は、総農家数 3,629戸・耕地 6,460haで「魚沼コシヒカリ」の作付面積は、4,860ha・収穫量は 23,700 tである。

## 事務局の業務
- 農業委員会に関すること、農地法による農地等の権利移動・転用、農業経営基盤強化促進法による農地等の権利移動、農地移動適正化あっせん基準、賃借料・農作業賃金・作業料金の設定・指導、農地等の調査報告、農地等の利用に関する紛争・争議の防止・調停、国有農地の管理、農家・農地基本台帳の管理、農地地図情報管理システムの管理、農業者年金、農業団体との連絡調整。

## 農業委員
- 会長 小野塚清一（5期、小木六）[1][2]。

（任期：平成29年7月20日～2020年7月19日）